# Bistouri
« Scalpel » redirige ici. Pour les autres significations, voir Scalpel (homonymie).
 (juillet 2020).
Si vous disposez d'ouvrages ou d'articles de référence ou si vous connaissez des sites web de qualité traitant du thème abordé ici, merci de compléter l'article en donnant les références utiles à sa vérifiabilité et en les liant à la section « Notes et références ».

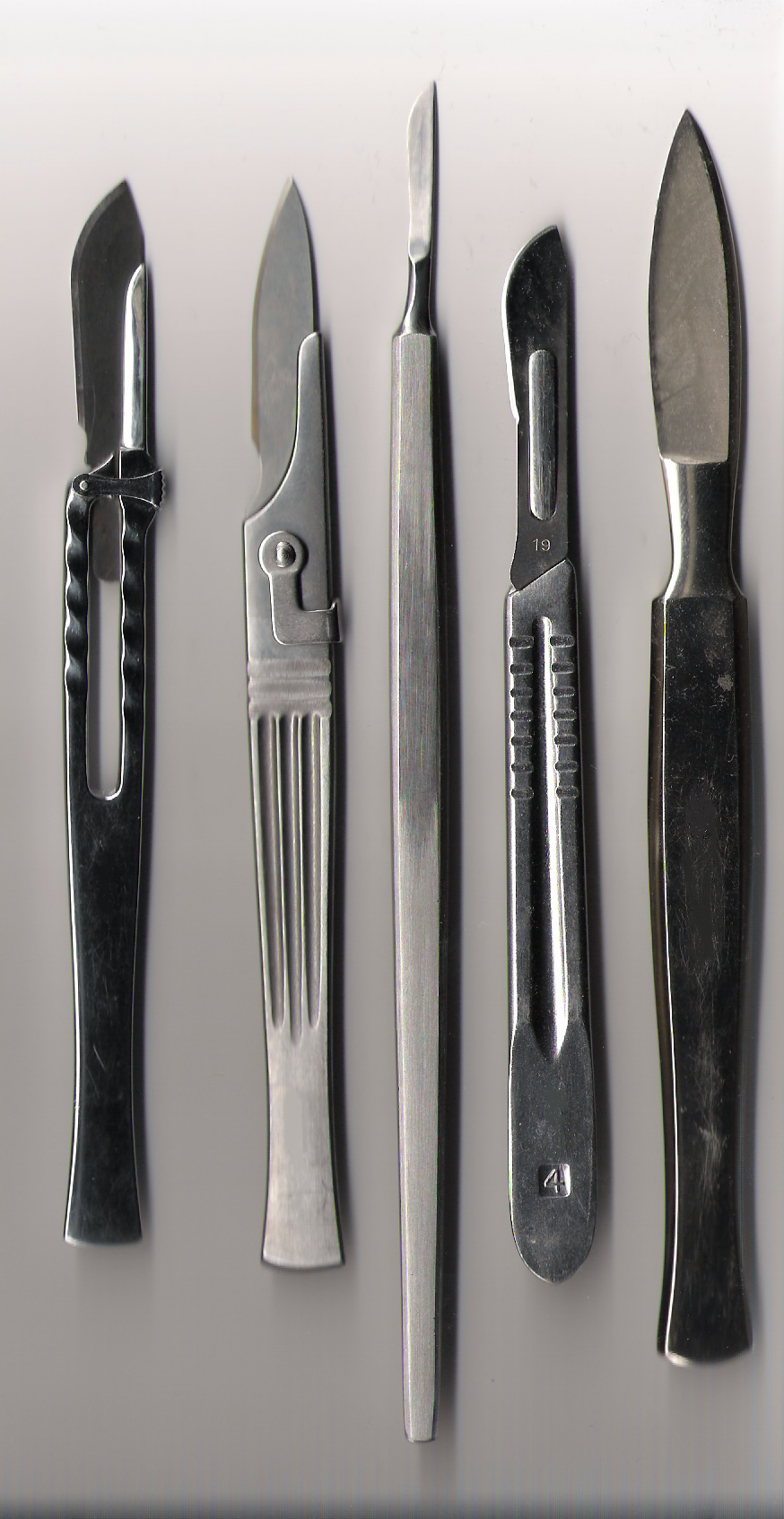
Différents bistouris à lame fixe ou non.

Un bistouri, aussi appelé scalpel, est un instrument utilisé en chirurgie pour faire des incisions. Il est utilisé pour les dissections (incisions). Le scalpel est souvent constitué d'un manche de fer et d'une lame non amovible en acier. Le terme de lancette s'utilise également.
Un bistouri comporte un manche et une lame. La lame peut être de différentes formes (droite, courbe, en faucille…). Celles-ci sont numérotées et chacune des lames correspond à un usage différent.
Le bistouri peut être à usage unique. Il est alors en plastique. Il peut aussi être en métal. Dans ce cas, c'est la lame qui est à usage unique.

## Historique

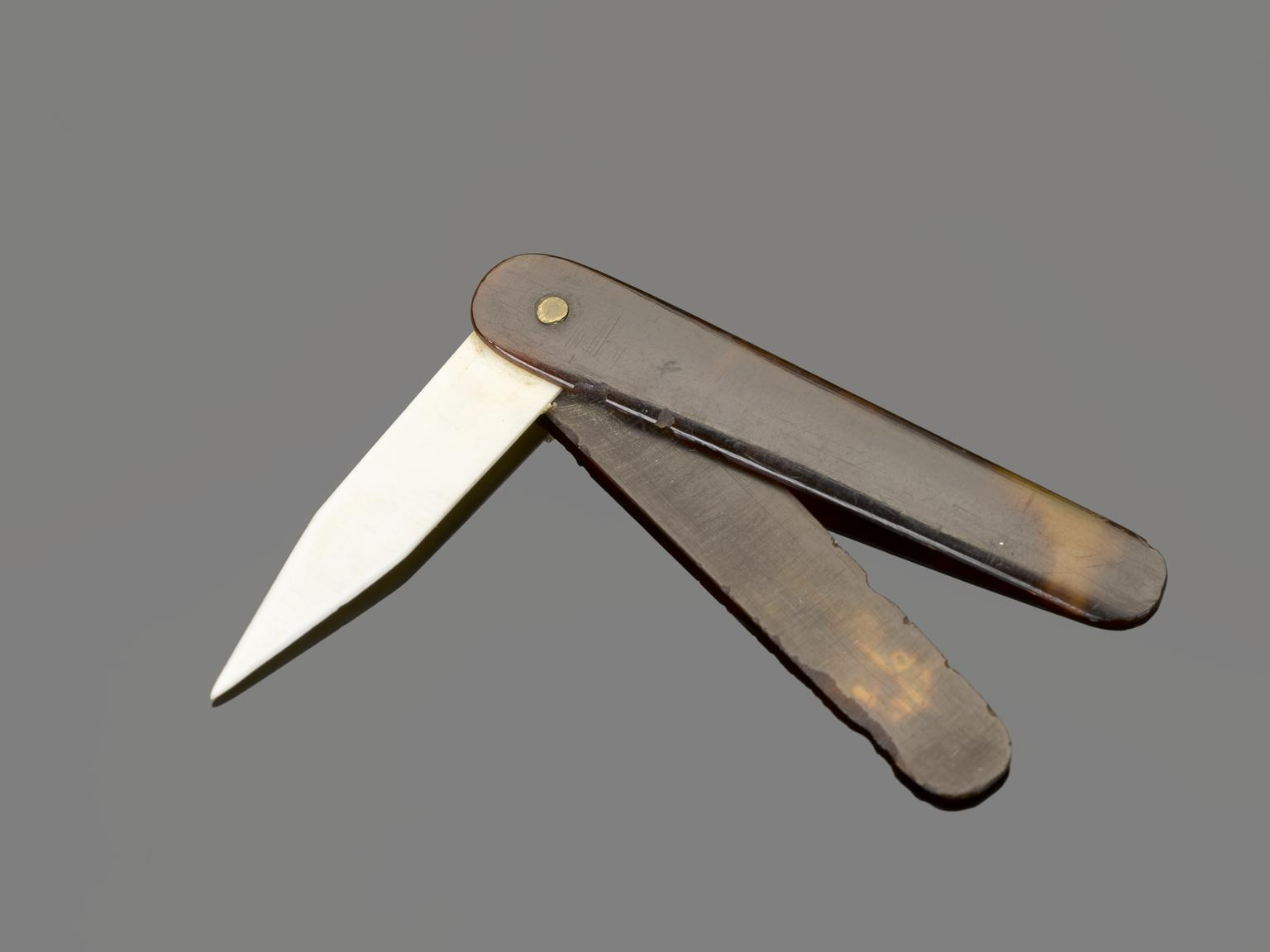
Canif sortie de la manche.

En 1564, Ambroise Paré publie Dix livres de la chirurgie : avec le magasin des instruments nécessaires à icelle, où se trouve le premier usage connu du mot bistouri (en fait bistorie, féminin) dans le sens chirurgical.

## Lames de bistouri
Différents modèles de lame de bistouri sont disponibles. La forme de chaque lame permet une utilisation précise.
Les plus usités sont :
| numéro de lame | photo | manche compatible | description                                 | utilisation                                                                 |
| -------------- | ----- | ----------------- | ------------------------------------------- | --------------------------------------------------------------------------- |
| 11             |       | 3                 | triangulaire et plate à une face tranchante | incision pour orifices d'arthroscopie                                       |
| 15             |       | 3                 |                                             | lame de précision pour dissection profonde ou incision de la peau des mains |
| 22             |       | 4                 |                                             | lame pour incision de la peau                                               |
| 23             |       | 4                 |                                             | lame pour incision de la peau                                               |

## Tenue du bistouri
Les bistouris chirurgicaux et non médicaux sont utilisés dans de nombreuses professions de précision et la manière de les tenir peut varier en fonction du type de travail effectué. Trois façons de tenir un scalpel sont particulièrement courantes.
Le bistouri peut se tenir de trois façons :

Bistouri tenu comme un stylo (le plus fréquent).
Bistouri tenu en pronation palmaire.

La première méthode, connue sous le nom de prise «stylo», consiste à tenir le bistouri comme un crayon, l'index reposant sur le dos du manche. Elle permet un excellent contrôle lors de la réalisation d'incisions ou de perforations fines, qui sont souvent effectuées à un angle assez étroit d'environ 45°. 
Dans le second type de prise du bistouri selon la méthode du «couteau de table», l'index repose également sur le manche, mais la prise est plus large, comme celle d'un couteau classique, avec un angle de coupe plus ouvert, proche de 90°. 
Enfin, la prise «en archet de violon», avec le pouce reposant d'un côté du manche du bistouri et les autres doigts de l'autre côté, permet des mouvements amples et souples, souvent utilisés pour des coupes peu profondes ou courbes.

## Bistouri électrique
Il existe également des bistouris électriques. Celui-ci peut être bipolaire ou monopolaire. Le courant électrique qui arrive dans l'extrémité du bistouri dissèque les tissus. Cet appareil n'incise pas si l'opérateur n'envoie pas d'impulsion électrique. L'inconvénient de l'appareil est de laisser une brûlure, raison pour laquelle il ne s'emploie pas au niveau de la peau lors de la première incision. Il est par contre extrêmement utile pour arrêter les hémorragies en cautérisant les veinules et artérioles sectionnées. L'impulsion électrique peut être transmise par l'intermédiaire d'autres instruments de chirurgie tels les pinces. La pince qui ferme une artériole saignante, reçoit l'impulsion par contact avec le bistouri électrique et cautérise l'artère qu'elle obstrue.

## Utilisation non chirurgicale
Les bistouris ne sont pas réservés au bloc opératoire. On les retrouve aussi dans des métiers où la précision de coupe est essentielle, comme l’artisanat, la restauration d’art, la reliure ou le modélisme. Ils permettent de travailler avec finesse sur des matériaux comme le papier, le cuir, le carton, ou encore certains plastiques et tissus. Dans l’industrie, des lames de type bistouri sont utilisées pour des découpes minutieuses, par exemple dans la fabrication ou la transformation de films plastique.